# Acila castrensis
Acila castrensis – gatunek małża należącego do podgromady pierwoskrzelnych.
Jeden z największych małży rodziny Nuculidae. Muszla wielkości około 1,3 cm, niektóre okazy mogą być większe. Na zewnętrznej powierzchni muszli charakterystyczne prążki układające się promieniście. Muszla koloru brązowego.
Żyją w piaszczystym mule w umiarkowanie głębokich wodach. Są rozdzielnopłciowe, bez zaznaczonych różnic płciowych w budowie muszli. Odżywiają się planktonem oraz detrytusem.
Występuje w Pacyfiku – od Kamczatki przez Morze Beringa i wzdłuż zachodnich wybrzeży Ameryki Północnej – od Alaski do północno-zachodniego Meksyku (Kalifornia Dolna Południowa).